# Chitila
Chitila è una città della Romania di 14 762 abitanti, ubicata nel distretto di Ilfov, nella regione storica della Muntenia.
Fa parte dell'area amministrativa anche la località di Rudeni.
La città è molto vicina a Bucarest (circa 9 km.) ed è di fatto una sorta di città-satellite della capitale.
Attraversata dalla strada nazionale DN7, Chitila è soprattutto un importante nodo ferroviario: dalla sua stazione si distaccano infatti le diverse linee dal ramo principale proveniente da Bucarest.